# Emmelia
Emmelia là một chi bướm đêm thuộc họ Erebidae.

## Hình ảnh

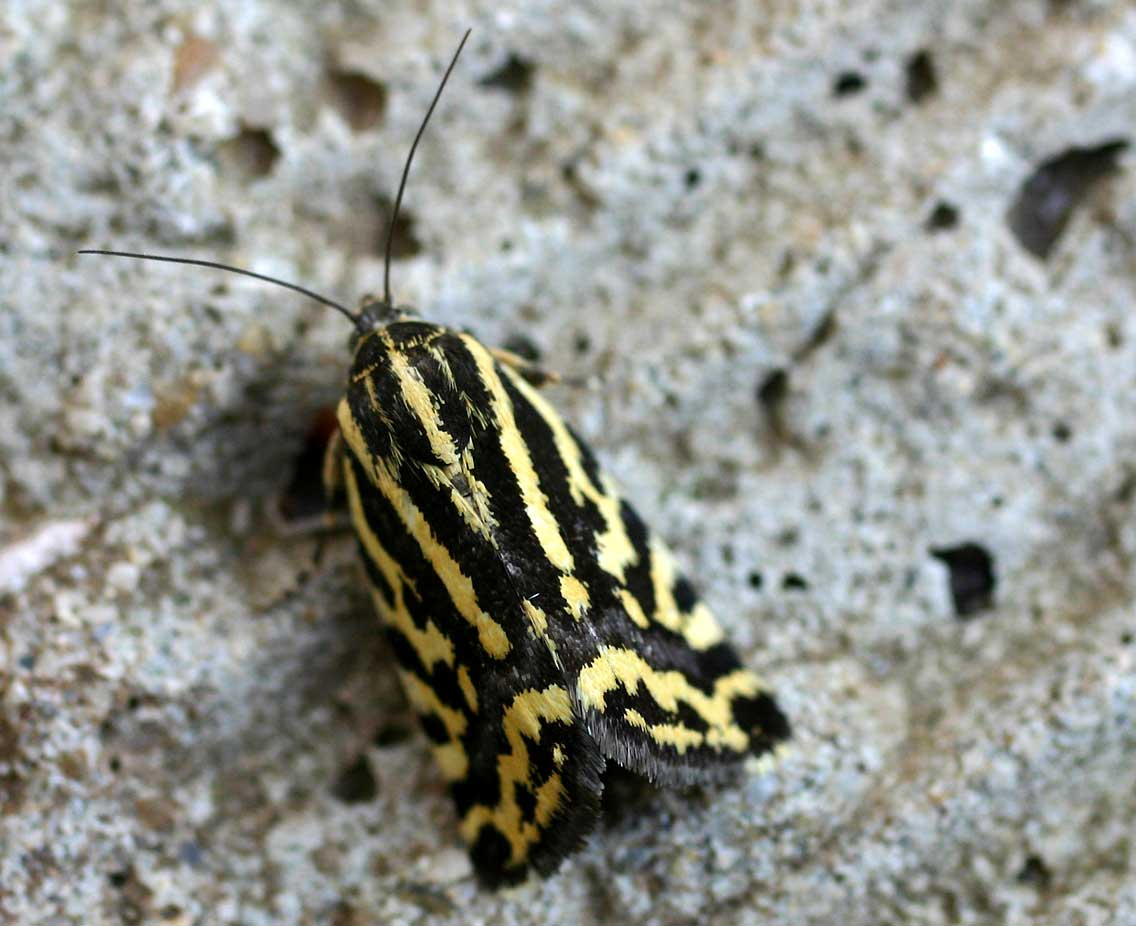

## Loài
- Emmelia deleta Staudinge, 1877
- Emmelia fascialis Hampson, 1894
- Emmelia trabealis – Spotted Sulphur Scopoli, 1763
- Emmelia viridisquama Guenée, 1852